# Anik F1R
Anik F1R ist ein von EADS Astrium entwickelter Fernsehsatellit der Anik-Reihe des kanadischen Satellitenbetreibers Telesat Canada. Neben der Übertragung von Rundfunk- und TV-Programmen kann er auch GPS-Daten übertragen.
Der Satellit wurde am 8. September 2005 mit einer Trägerrakete vom Typ Proton-M vom Weltraumbahnhof Baikonur in Kasachstan ins All befördert. Er ist mit Anik F1 auf der Orbitalposition 107,3° West co-positioniert.
Nach 15 Jahren erreichte der Satellit 2020 das Ende seiner geplanten Lebenszeit. Die Ku-Band-Übertragungen wurden am 6. Oktober 2020 auf den Satelliten Anik G1 übertragen. C-Band-Übertragungen wurden im Sommer 2021 auf Anik F3 übertragen.
2022 wurde der Satellit mit Erlaubnis der Betreiber für Experimente von Sicherheitsforschern genutzt, durch die mangelnde Sicherheitsvorkehrungen von Satelliten gegenüber feindlichen Übernahmen belegt werden konnten. Trotzdem gelang es Hackern im August 2022 den Satelliten zu kapern und zum Ausstrahlen von Filmen zu nutzen.

## Empfang
Der Satellit konnte in ganz Nordamerika empfangen werden. Die Übertragung erfolgten im C- und Ku-Band.